# 경마장의 하루
경마장의 하루(A Day At The Races)는 미국에서 제작된 샘 우드 감독의 1937년 코미디 영화이다. 그루초 막스 등이 주연으로 출연하였고 샘 우드 등이 제작에 참여하였다.

## 출연

### 주연
- 그루초 막스
- 치코 마르크스
- 하포 마스

### 조연
- 앨런 존스
- 모린 오설리반
- 마가렛 듀몬트
- 더글러스 덤브릴
- 시그 루먼
- 후퍼 앳츨리
- 케니 베이커
- 도로시 댄드릿지
- 프랭키 대로
- 프랭크 도슨
- 에드워드 얼
- 팻 플라허티
- 바이론 폴거
- 존 하이암스
- 시 젠크스
- 캐롤 랜디스
- 윌버 맥
- 잭 노턴
- 찰스 트로우브릿지

## 제작진
- 미술: 세드릭 기븐스